# Rita Rosen
Rita Rosen (* 1948) ist eine deutsche Fachautorin und Professorin im Fachbereich Sozialwesen und die Kulturbeauftragte der Fachhochschule Wiesbaden.
Seit den 1980er Jahren lehrte Rosen über zwanzig Jahre lang als Dozentin Sozialwissenschaften an der Fachhochschule. Sie gab eine Reihe von Fachbüchern vornehmlich zu interkulturellen Frauenthemen heraus und engagierte sich in Projekten für Migrantinnen (z. B. dem Projekt merhaba). Seit 2004 ist Rosen, langjährige Leiterin der Schreibwerkstatt der FH, Kulturbeauftragte einer neugeschaffenen Wiesbadener Poetikdozentur. Als Lyrikerin veröffentlichte sie selbst zahlreiche Gedichte und leitet seit etlichen Jahren den Haiku-Kreis Wiesbaden. Seit einigen Jahren präsentiert sie außerdem auf dem Wiesbadener Regionalsender Radio RheinWelle 92,5 vierwöchentlich ihre eigene Wochenendsendung Jazzladies.
Werke (Auswahl)
- Eefeljold Eifelgold – Haiku, mit Illustrationen von Sigrid Rosen-Marks, Engelsdorfer Verlag, 2014, ISBN 978-3-95744-322-9.
- Hinterhof-Haiku, Gedichte, mit Illustrationen von Sigrid Rosen-Marks, im Selbstverlag, Wiesbaden 2012; 2. Auflage 2013.
- Tautropfen – Haiku, im Selbstverlag, Wiesbaden 2011.
- Nah und fern – Gedichte, Edition 6065, Wiesbaden 2008.
- mit Ayşe Kulin (Hrsg.): Steinmauer und offene Fenster: Erzählungen deutscher und türkischer Autorinnen. Frankfurt: Literaturca-Verlag, 2007, ISBN 3-935535-12-0.
- Aufbruch aus männlichen „Gottesordnungen“, Weinheim 1998.
- Leben in zwei Welten, Frankfurt am Main 1997.
- Mutter – Tochter, Anne – Kız, Opladen 1993.
- Muss kommen, aber nix von Herzen, Opladen 1986.
- Zu sich selbst zu finden, Darmstadt 1986.
- Ausländische Mädchen in der Bundesrepublik, Opladen 1985.
- Sie müssen bestimmen, wo sie langgehen wollen!, Frankfurt am Main 1984.